# Jeremiah O'Rourke
Jeremiah O'Rourke, FAIA, (1833 - 1915), fue un arquitecto irlandés-estadounidense conocido principalmente por sus diseños de iglesias e instituciones católicas y oficinas de correos federales. Fue uno de los fundadores de los estudios de arquitectura Jeremiah O'Rourke, con sede en Newark (activo desde la década de 1850 hasta la de 1880) y Jeremiah O'Rourke & Sons (activo desde la década de 1880 hasta su muerte).

## Primeros años
O'Rourke nació en Dublín (Irlanda) en 1833, siendo uno de los ocho hijos de la familia, y se graduó en 1850 en la Escuela Gubernamental de Diseño de la Universidad Colegio Cork. Después emigró a Estados Unidos, donde encontró trabajo redactando planos para un carpintero-constructor de Newark, Jonathan Nichols. Se casó con Elizabeth Cecilia Dunn en 1860. Vivió en una casa que diseñó y construyó en el número 45 de Burnet Street, en lo que hoy es el distrito histórico de James Street Commons.
En 1870, en previsión de erigir una catedral, James Roosevelt Bayley, obispo de Newark, envió a O'Rourke y a monseñor George Hobart Doane de gira por Inglaterra y Francia para estudiar las iglesias europeas.

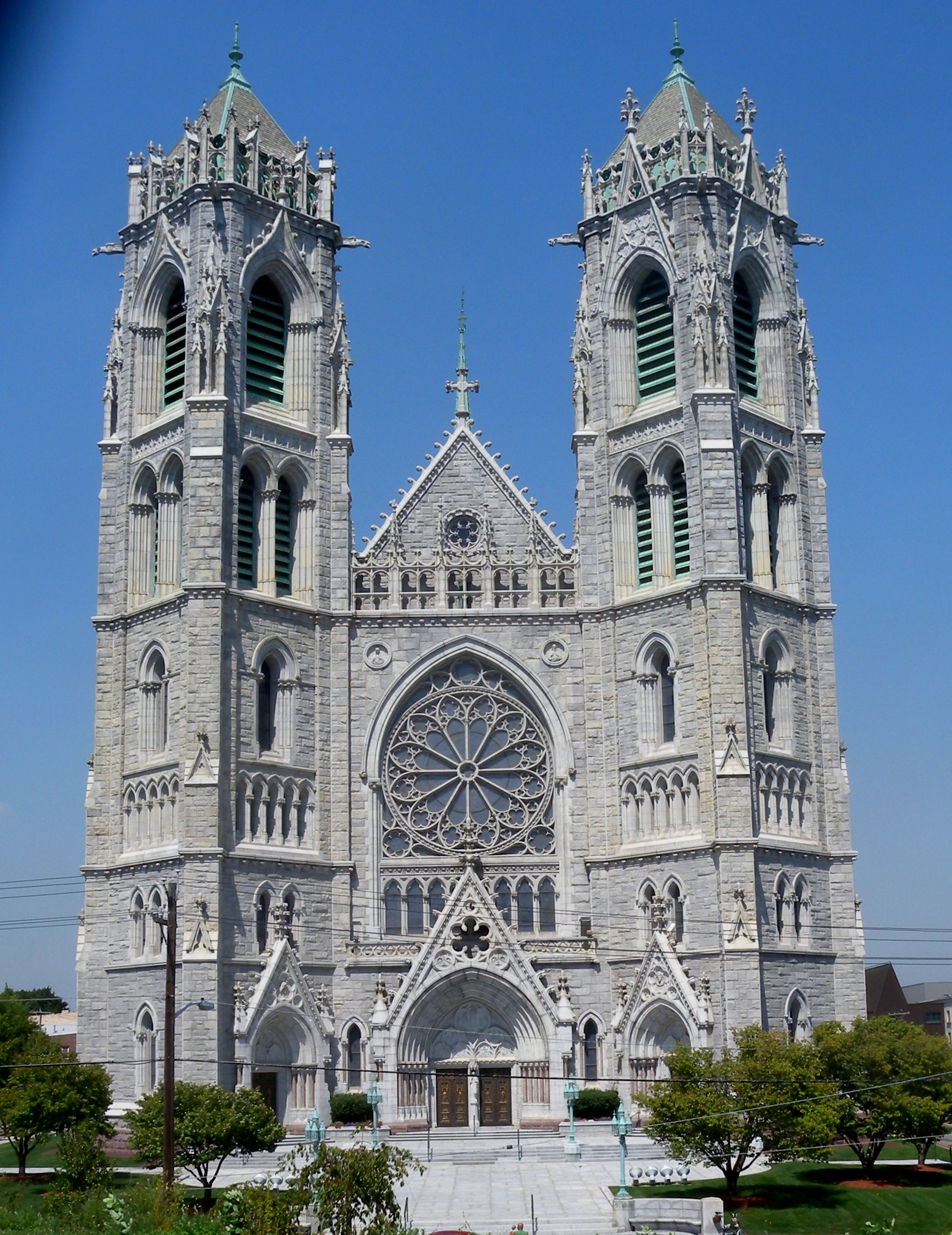
Catedral Basílica del Sagrado Corazón de O'Rourke en Newark

## Arquitectura
Estableció su estudio de arquitectura en Newark, Nueva Jersey, donde fue el principal "competidor de Patrick Charles Keely para los encargos de iglesias e instituciones católicas en el área metropolitana de Nueva York y el norte de Nueva Jersey".
Se convirtió en miembro y socio del Instituto Americano de Arquitectos en 1886.
O'Rourke fue nombrado desde abril de 1893 hasta septiembre de 1894 para el cargo de Arquitecto Supervisor de los Estados Unidos en Washington D. C. durante la presidencia de Grover Cleveland por recomendación de los dos senadores de Nueva Jersey. Sucediendo a W. J. Edbrooke de Chicago en este puesto, O'Rourke diseñó varias oficinas de correos federales con su salario anual de 4.500 dólares (unos 130.000 dólares en 2020 ajustados a la inflación).
En 1894 volvió a la práctica privada y fundó Jeremiah O'Rourke & Sons en Newark y Nueva York con sus hijos William P. O'Rourke, Joseph B. O'Rourke y Louis J. O'Rourke. O'Rourke y sus hijos se especializaron en diseños eclesiásticos.
O'Rourke murió el 22 de abril de 1915 en Newark.

## Trabajos seleccionado

### Iglesias
- San Juan en Orange, Nueva Jersey:[2] una iglesia neogótica y gótica inglesa, con algunos detalles góticos franceses); terminada en 1868 con una aguja de 61 m. Al ser entrevistado por un periodista de Nueva York poco antes de morir en 1915, O'Rourke comentó que San Juan era su diseño favorito.
- San José, rectoría y escuela en Newark: Colocación de la primera piedra en 1872; posteriormente se cerró y se convirtió en oficinas  y en la sede del Restaurante Priory
- Iglesia católica de Santa María, Wharton, Nueva Jersey[7]
- Santa María en Plainfield, Nueva Jersey : primera piedra colocada el 18 de noviembre de 1875 y dedicada el 8 de septiembre de 1880; estructura de ladrillo rojo con detalles ornamentales en ladrillo blanco, ladrillo negro y gárgolas en la torre
- Iglesia de San Pablo Apóstol en Manhattan construida entre 1876 y 1884
- Iglesia de San Miguel en Newark: primera piedra colocada el 24 de abril de 1878
- Iglesia San. Aloisio en Newark: primera piedra colocada el 20 de junio de 1880. La construcción costó alrededor de 45,000 dólares.
- Iglesia de la Santa Cruz en Harrison, Nueva Jersey:Una estructura tipo catedral en piedra marrón. Los pórticos laterales son añadidos, mientras que las agujas previstas nunca se añadieron.
- San Antonio cerca del centro de Jersey City, Nueva Jersey : construido en 1892
- Sagrado Corazón en Bloomfield, Nueva Jersey : dedicada el 16 de octubre de 1892
- Catedral Basílica del Sagrado Corazón en Newark: colocación de la primera piedra en 1899 y dedicación en 1954. O'Rourke fue el principal arquitecto desde 1899 hasta 1910. Este fue el mayor proyecto de su carrera y ahora es la quinta catedral más grande de Norteamérica, la mayor de Nueva Jersey y la sede de la archidiócesis católica de Newark. En consonancia con la herencia católica e irlandesa de O'Rourke, el diseño original preveía una iglesia de estilo gótico inglés-irlandés, pero los planes se modificaron posteriormente en favor de un estilo gótico francés. Entre otras primicias, se trata de la única catedral de Norteamérica con dos torres gemelas en la fachada frontal que están giradas 45 grados en contra de la orientación principal del edificio
- Procatedral de San Patricio (Newark) Rectoría adyacente a la procatedral en la calle Washington y la avenida Central de estilo gótico Tudor con interior renovado. San Patricio fue la sede de la archidiócesis de Newark antes de que se iniciaran las obras del Sagrado Corazón.
- Iglesia de la Inmaculada Concepción en Camden, Nueva Jersey: terminada en 1953.[2] El edificio es ahora la catedral de la Diócesis de Camden.

### Oficinas de correo
- Antiguo palacio de justicia y oficina de correos de los Estados Unidos en Duluth, Minnesota : construido en 1894 con seis pisos.
- Antiguo Pabellón de Correos en el Triángulo Federal de Washington D. C.: construido en 1899 con 12 pisos.[8]
- Antigua oficina de correos en Buffalo, Nueva York: construida en 1901 con cinco pisos.[8]
- Edificio Federal Tomochichi y Palacio de Justicia de EE. UU., Savannah, Georgia[9]

### Institucional
- Hospital San Miguell en Newark: construido hacia 1868 con una capilla de estilo gótico. A la espera de la financiación municipal, la archidiócesis de Newark pretendía que el proyecto de O'Rourke fuera el hospital público de Newark. Atendido durante más de cien años por monjas franciscanas, se financió con donaciones de la comunidad católica de la ciudad. La colocación de su primera piedra fue supuestamente un momento único de unidad racial cuando negros y blancos marcharon juntos en procesión.
- La Capilla de la Inmaculada Concepción en la Universidad de Seton Hall ha sido completamente restaurada por dentro y por fuera. El interior está intrincadamente detallado con un techo de vigas de martillo expuestas y motivos pintados de colores
- Escuela de la calle Warren en Newark, construida en 1891, ampliada en 1908. Una escuela de ladrillo de tres pisos con adornos de piedra caliza, tejado de pizarra y detalles de terracota fundida. Joel Bloom, presidente del Instituto Tecnológico de Nueva Jersey, demolió este edificio emblemático para la ampliación del campus.[10]
- Columbus Hall en Orange, NJ : construido en 1893 en un estilo generalmente neorrenacentista; construido con ladrillo de color beige con bandas de piedra y adornos de terracota. Se construyó como sede del colegio San Juan, e incluía un teatro totalmente equipado.
- Hotel Lorraine en el 545 de la Quinta Avenida en Manhattan: terminado en 1930 con 13 pisos[8]